# Victorie Guilman
Victorie Guilman (* 25. März 1996 in Angoulême) ist eine französische Radrennfahrerin, die auf der Straße aktiv ist.

## Sportlicher Werdegang
Zur Saison 2015 wurde Guilmann im Alter von 19 Jahren Mitglied im damaligen Team Poitou-Charentes.Futuroscope.86, bei dem sie acht Jahre bis zur Saison 2023 blieb. Obwohl sie mehrfach Top-10-Platzierungen erreichte, erzielte sie ihren ersten Sieg bei einem UCI-Rennen erst 2023 mit dem Gewinn des Grand Prix de Chambéry.
Trotz dieses Erfolgs entschied sie sich zur Saison 2024 für einen Wechsel zum Team St Michel-Mavic-Auber 93, um zum Teamerfolg beizutragen und gleichzeitig ihre eigenen Chancen zu nutzen. Auch wenn ihr kein Sieg gelang, war die Saison 2024 die bisher beste ihrer Karriere. Mit dem sechsten Gesamtrang bei der Tour Down Under, dem siebten Platz beim Deakin University Elite Women’s Road Race und dem achten Gesamtrang bei der Tour of Britain erzielte sie Spitzenplatzierungen auf der UCI Women’s WorldTour.
Nach ihren Erfolgen erhielt sie zur Saison 2025 einen Vertrag beim Cofidis Women Team.

## Erfolge
2022
- Bergwertung Vuelta Extremadura Féminas

2023
- Grand Prix de Chambéry